# Carl-Johan Slotte

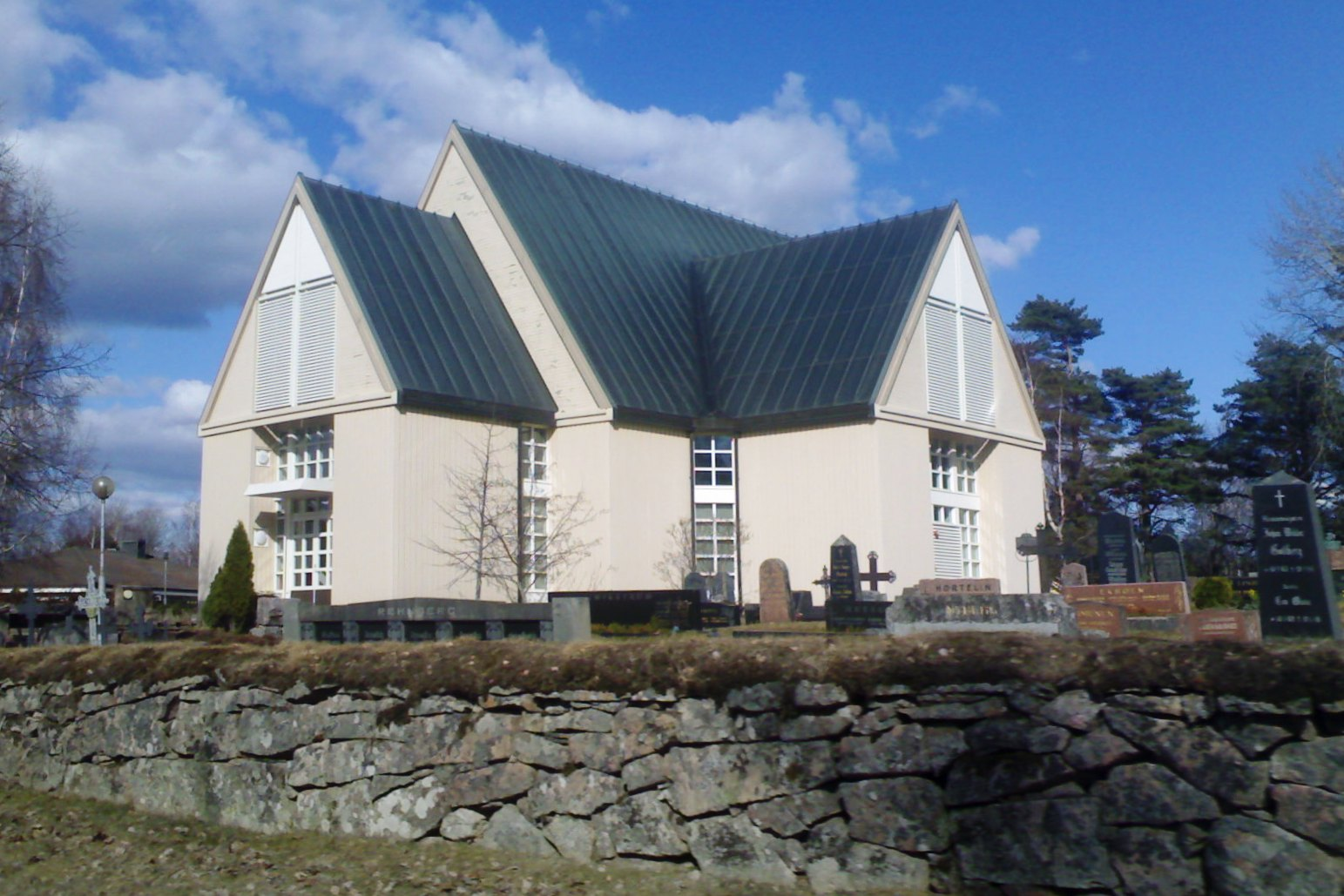
Bromarvs kyrka.

Carl-Johan Waldemarsson Slotte, född 30 september 1933 i Hammarland, död 17 februari 2017 i Esbo, var en finländsk arkitekt. Han var bror till Per-Håkan Slotte. 
Slotte utexaminerades från Tekniska högskolan i Helsingfors 1964 och startade egen arkitektverksamhet tillsammans med André Schütz 1972. Han ägnade sig i hög grad åt kyrklig arkitektur och ritade bland annat Bromarvs kyrka (1981, efter seger i arkitekttävling), Finströms församlingshem (1988), Rantasalmi kyrka (1989) och Mataskärs kapell i Esbo (1993). Vidare planerade han restaureringen av kyrkorna i bland annat Jomala och Sund på Åland, Bergö, Kronoby, Kvevlax, Oravais och Solf. Vid sidan av detta planerade han student- och bostadsbyggnader, villor och fritidsbostäder, industri-, affärs- och offentliga byggnader samt skol- och idrottsbyggnader, bland dem Ålands folkhögskola i Finström (1976) och Västra Nylands folkhögskola i Karis (1978).